# 박세환 (1940년)
박세환(朴世煥, 1940년 4월 5일 ~ 2021년 3월 17일)은 대한민국의 군인, 정치인이다. 본관은 무안. 국방부 행정차관보(육군 중장), 육군 제2군사령관(육군 대장), 대한민국 재향군인회 회장을 지내고, 제15,16대 국회의원, 한양대학교 초빙교수를 역임하였다.
2021년 3월 17일 숙환으로 별세하였다.

## 학력
- 동부초등학교
- 영주중학교
- 안동고등학교
- 고려대학교 정치외교학과 (1959년 입학)
- 육군학생군사학교 졸업(1963년)
- 육군보병학교 졸업(1965년)
- 국방대학교 행정학사 16기(1971년)
- 고려대학교 대학원 경영학 석사·경영학 박사

## 역대 선거 결과
|  | 34.5% |

|  | 37.9% |

## 가족 관계
- 배우자 : 유경자
  - 아들 : 박준성, 박윤성
  - 딸 : 박혜윤